# Minamibōsō

Minamibōsō (南房総市 Minamibōsō-shi?), este un municipiu din Japonia, prefectura Chiba.

## Istoric
Municipiul a fost creat la 20 martie 2006 în rezultatul comasării orașelor Chikura, Maruyama, Shirahama, Tomiura, Tomiyama și Wada, precum și a satului Miyoshi (toate din districtul Awa).